# الکساندر توگاریف
الکساندر توگاریف (انگلیسی: Oleksandr Tugaryev؛ زادهٔ ۱۵ july ۱۹۹۵ (۲۹ سال)) از قایقرانان قایق بادبانی اهل اوکراین است.

## زندگی
توگاریف در استان ترنوپیل زاده شد.